# Amsterdam Rainbow Dress

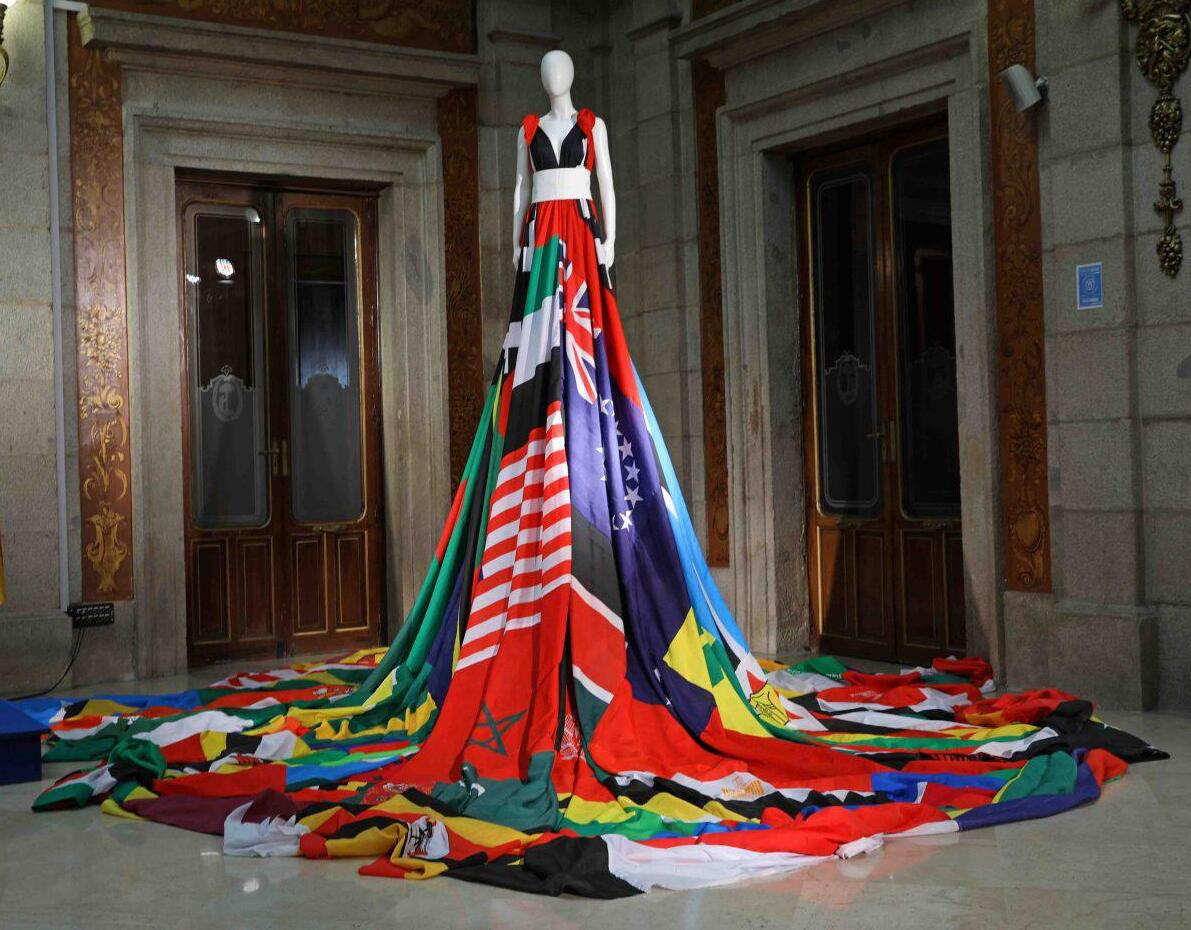
Amsterdam Rainbow Dress 2018.

Amsterdam Rainbow Dress är en klänning skapad av mer än 70 flaggor från länder där homosexualitet är straffbart.
Den 3,5 meter långa klänningen med en omkrets på 16 meter skapades 
av Icesis Couture och Lola Rodríguez 
till prideparaden på  Europride i Amsterdam 2016 och har sedan dess turnerat runt i världen. Plagget bestod från början av 75 nationsflaggor men när  lagstiftningen i ett land ändras så byts dess flagga ut mot en regnbågsflagga. Sedan klänningen skapades har ett antal länder (Angola, Antigua, Belize, Bermuda, Bhutan, Botswana, Indien, Saint Kitts och Nevis, Singapore och Zimbabwe) ändrat sin lagstiftning och fått flaggan utbytt mot regnbågsflaggan.